# Gröndal Strand

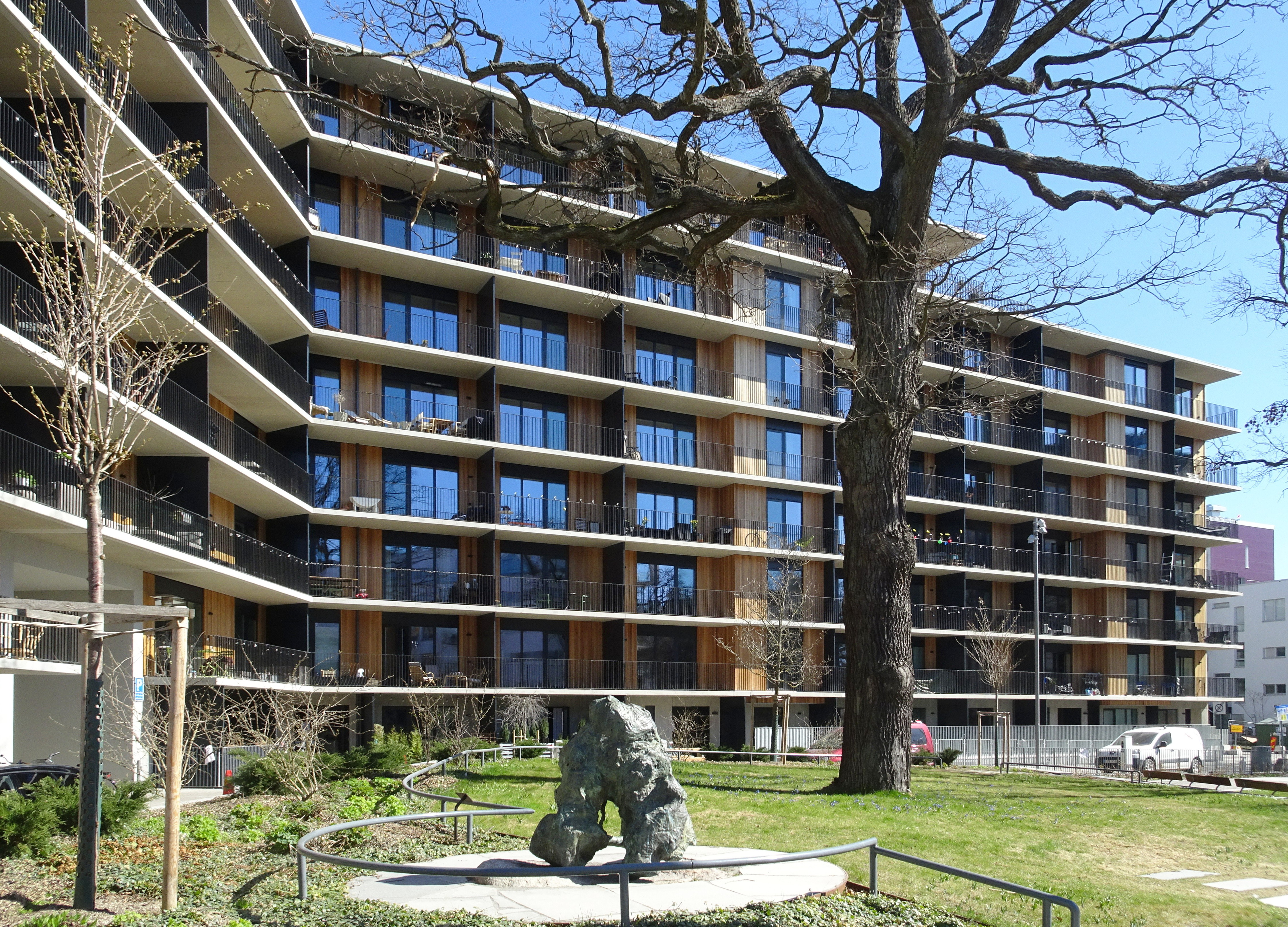
"Balneum" med Seglarparken, april 2019.

Gröndal Strand kallas ett vattennära bostadsområde vid Bryggvägen i stadsdelen Gröndal i södra Stockholm. Här finns omkring 400 nybyggda lägenheter som blev inflyttningsklara på våren 2019.

## Historik
Området omfattar huvudsakligen det äldre kvarteret Storseglet som ligger vid Mälaren i nordvästra Gröndal. Bebyggelsen dominerades tidigare av två större fastigheter för kontor och lätt industri. Bland annat hade företaget Aromatic Industri AB sin verksamhet i fastigheten Storseglet 5. Fastigheten Storseglet 3 innehades av installationsföretaget Calor-Celsius som hade sitt huvudkontor här. På fastigheten Paddeln 1 stod klubbhuset för Örnsbergs kanotsällskap.  Kanotsällskapets klubbhus ritades i slutet av 1940-talet av Stockholms stads idrotts- och friluftsstyrelses arkitektkontor och var grönklassat av Stadsmuseet i Stockholm vilket innebar "särskilt värdefullt från historiskt, kulturhistoriskt, miljömässigt eller konstnärligt synpunkt". 
En ny detaljplan för området vann laga kraft i september 2014. I och med planens genomförande medgavs fastigheter för bostäder och verksamheter samt för en allmän park. Även strandskyddet upphävdes. Rådet till skydd för Stockholms skönhet (Skönhetsrådet) var starkt kritisk till att upphäva strandskyddet då det enligt rådet innebar en privatisering av stranden.
Den befintliga bebyggelsen revs 2015 och samma år började byggarbetena för stadsutvecklingsprojektet Gröndal Strand.

### Gröndal Strand under uppförande

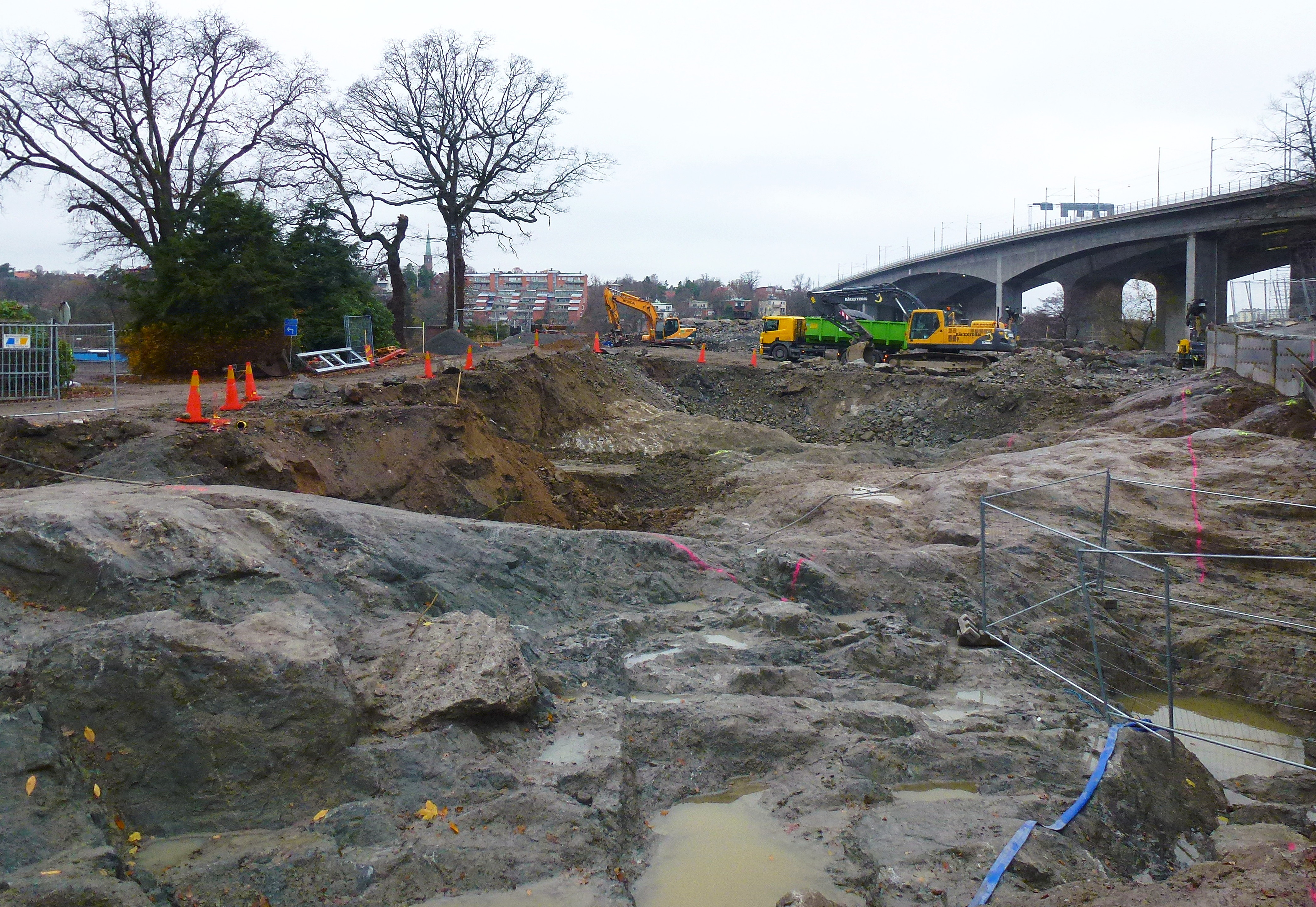
November 2015
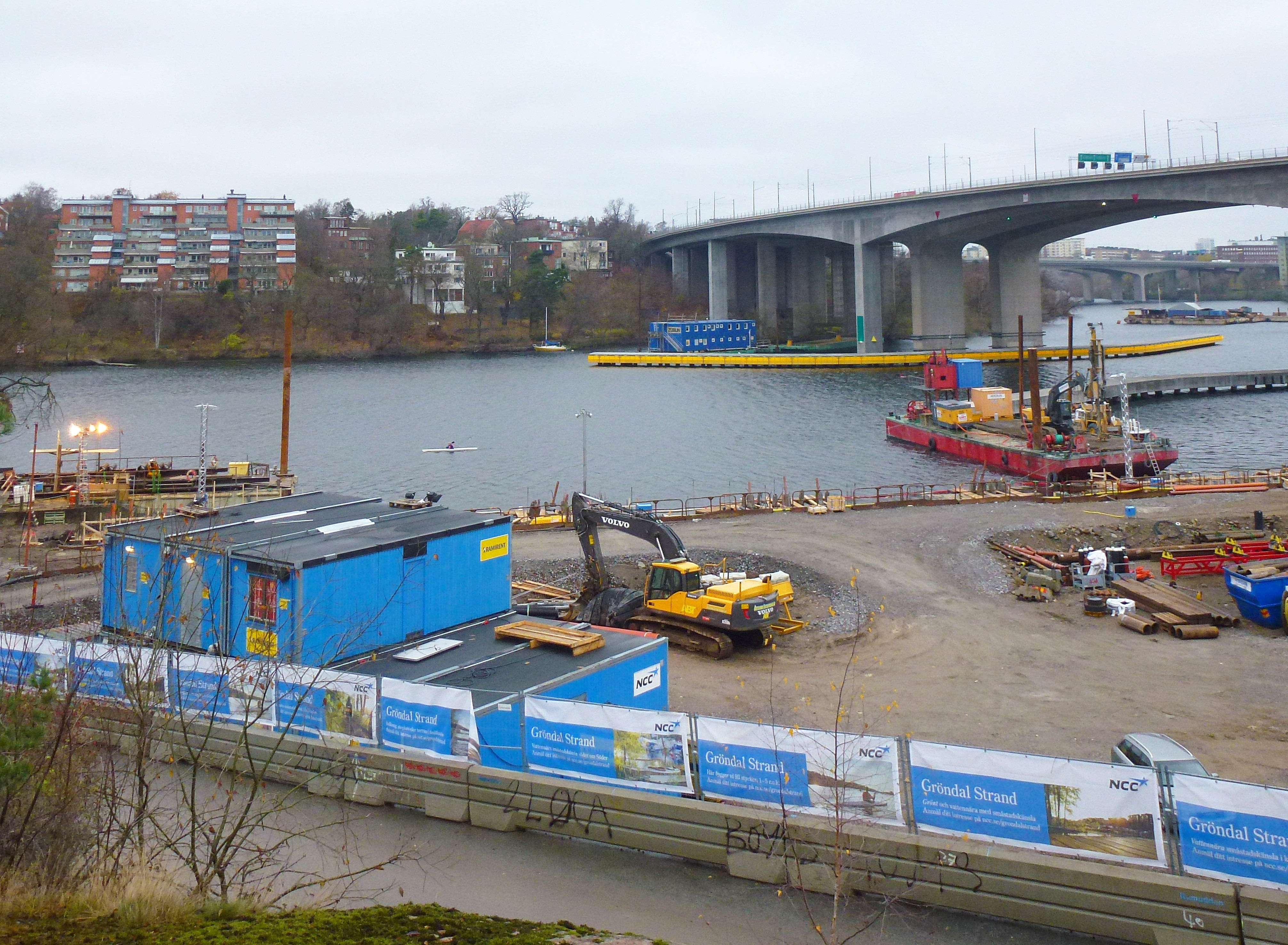
November 2015.
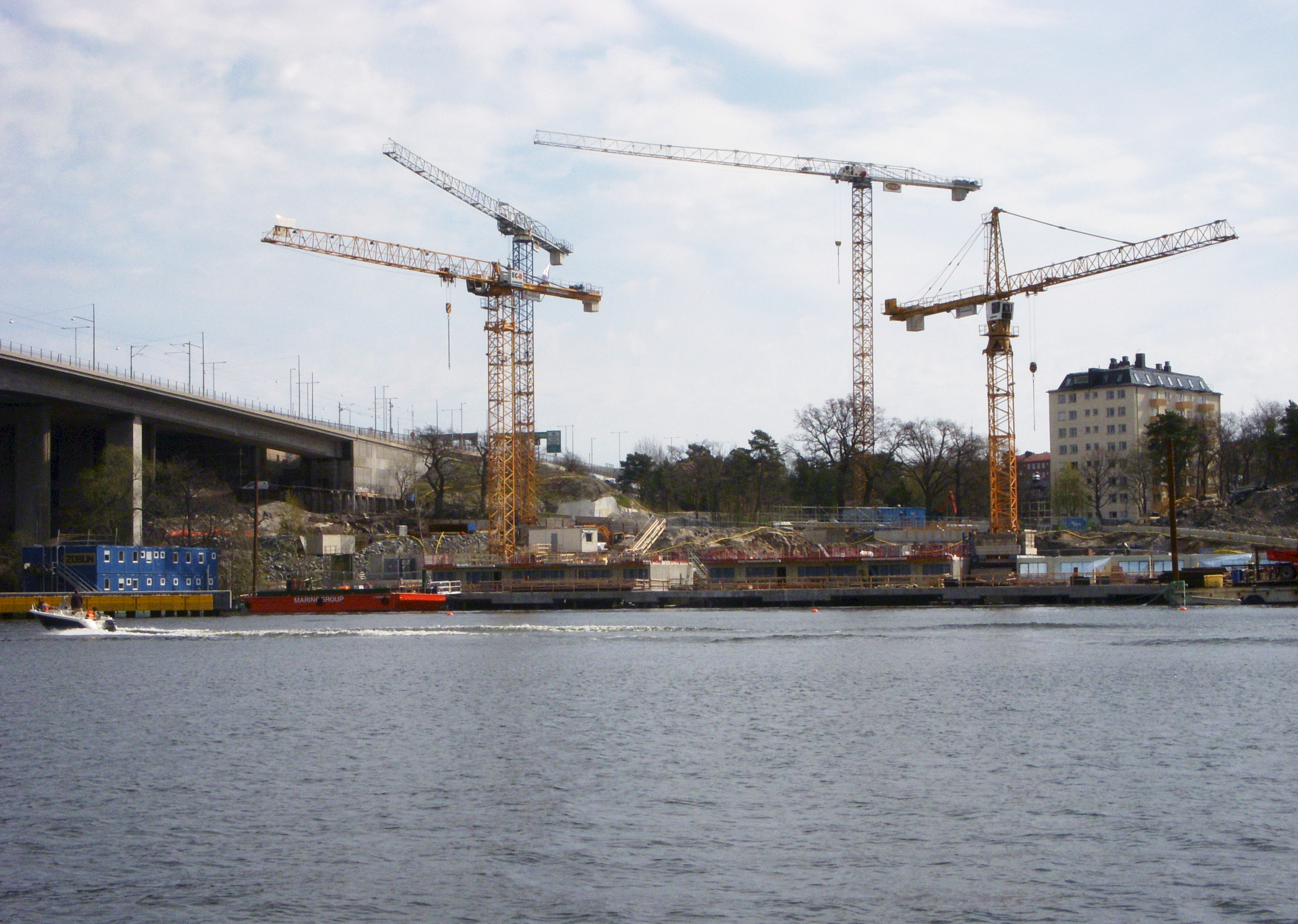
Maj 2016.
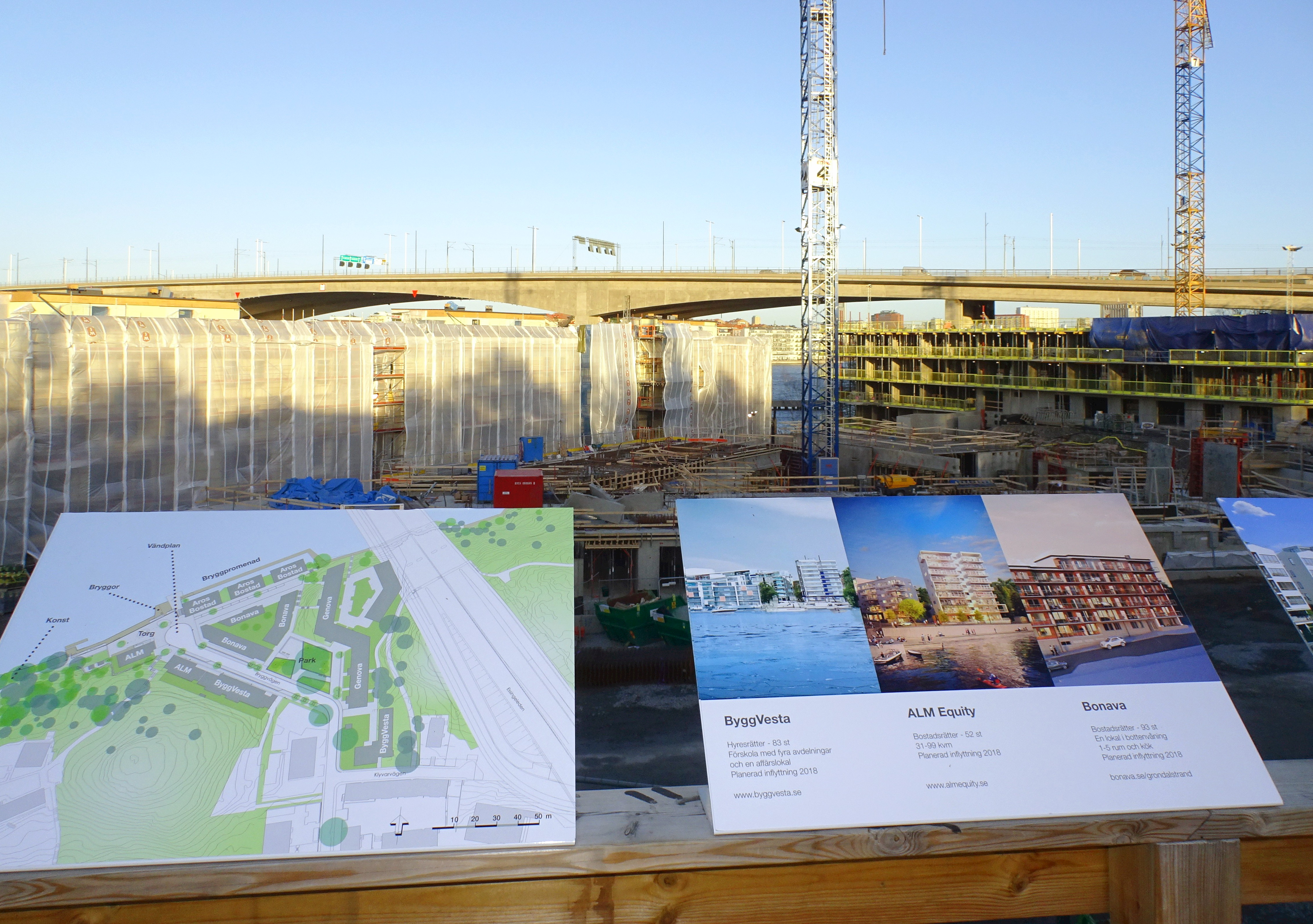
December 2016.
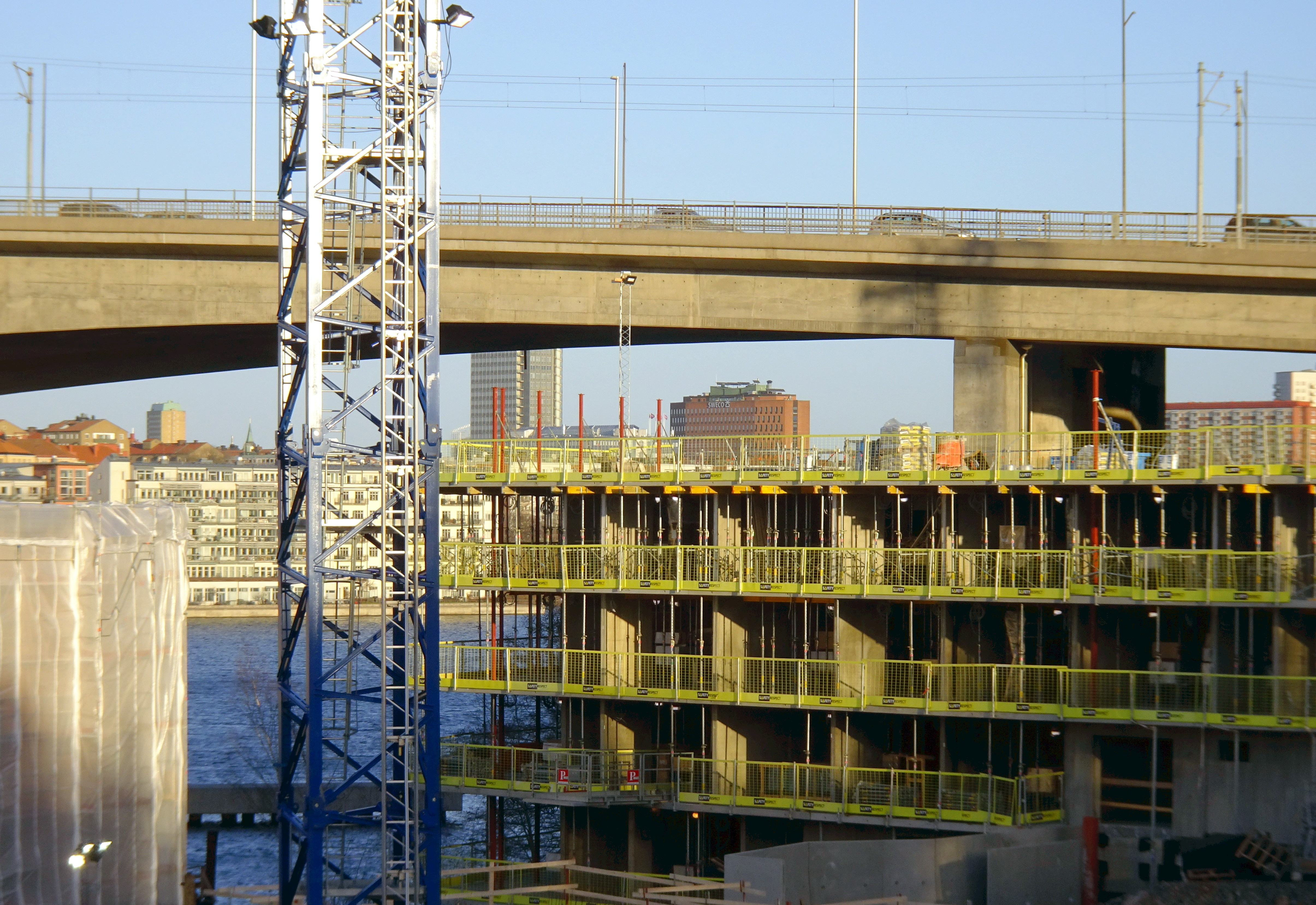
December 2016.

## Bostadsområdet
Konceptet för bostadsområdet Gröndal Strand följer Stockholms översiktsplan Promenadstaden från 2012 där staden skall verka för att skapa attraktiva tyngdpunkter och bättre möjligheter till rekreation vid exempelvis vatten. Gröndal Strand innehåller 400 lägenheter (bostadsrätter och hyresrätter), nya grönområden och en bryggpromenad längs Mälaren som sammanknyter befintliga bryggpromenader i öster och väster. Det ursprungliga kvarteret Storseglet och Paddeln utökades med snarlika, segelbåtsrelaterade kvartersnamn som Spinnakern och Durken. Till projektet knöts följande byggherrar: ALM, Aros Bostad, Byggvesta, Bonava, Genova och Stockholms stad.
Bland arkitekterna märks Arkipol (Storseglet 5), DinellJohansson arkitektkontor (Storseglet 6), ÅWL Arkitekter (Storseglet 3), Designpartners (Paddeln, Durken och Spinnackern). Byggentreprenör var NCC. Husens höjd trappar ner mot vattnet, med undantag för ett punkthus i väst, i kvarteret Paddeln. Mitt i området ligger Seglarparken och intill en förskola för 60 barn.

### Gröndal Strand efter inflyttningen

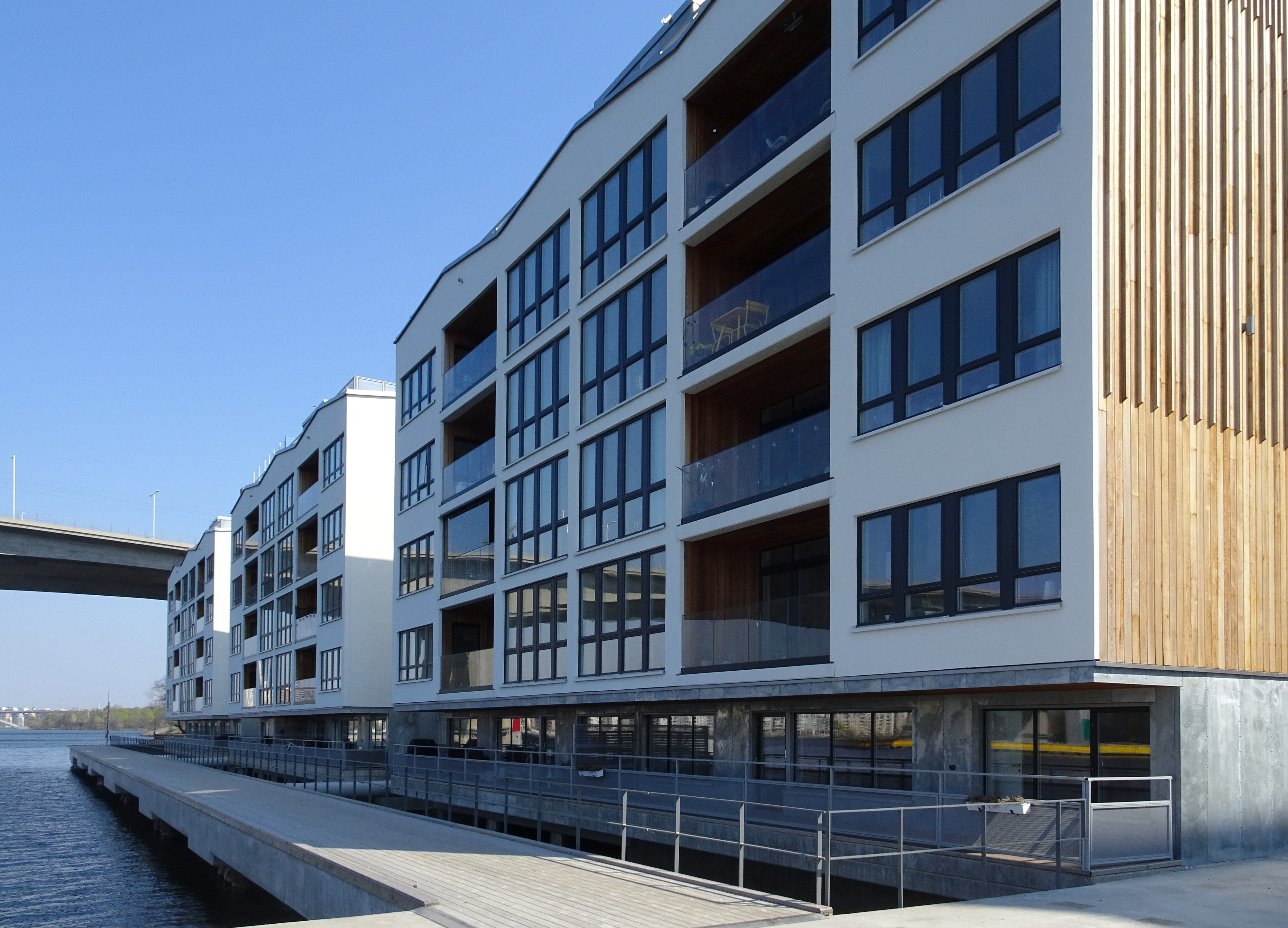
Storseglet 6 med bryggpromenaden.
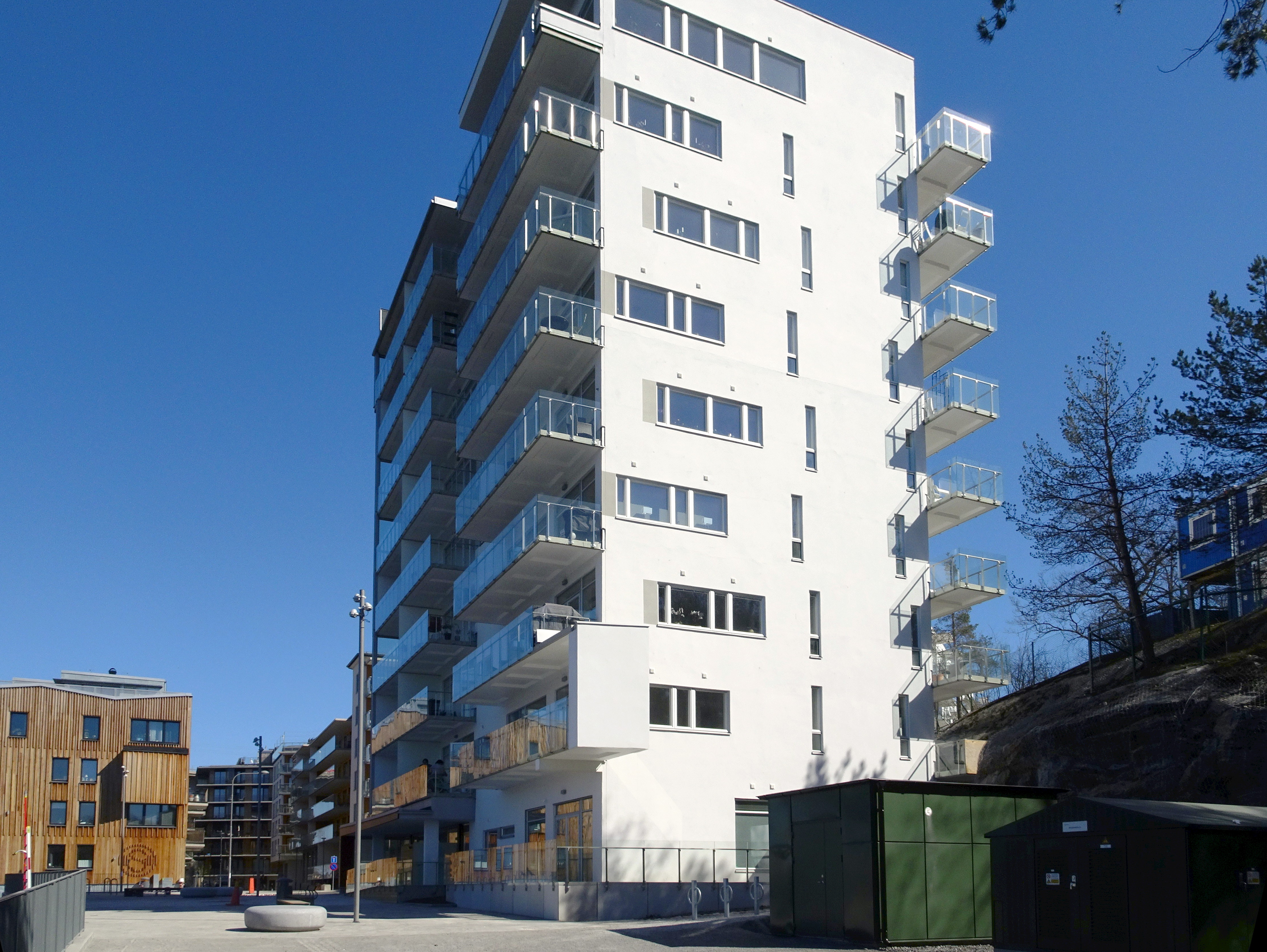
Punkthuset Paddeln 1.
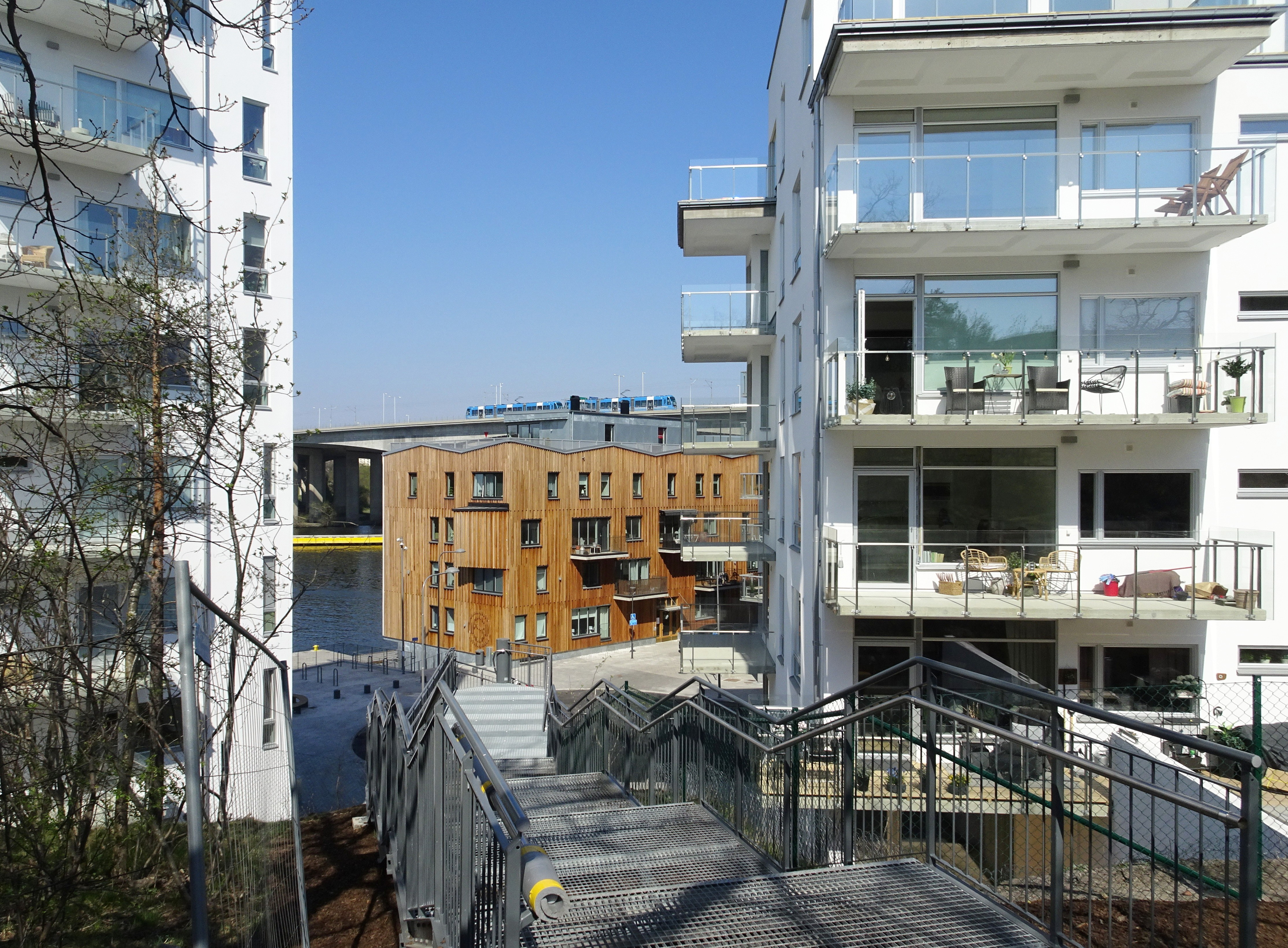
Paddeln 1 till vänster och Spinnakern.
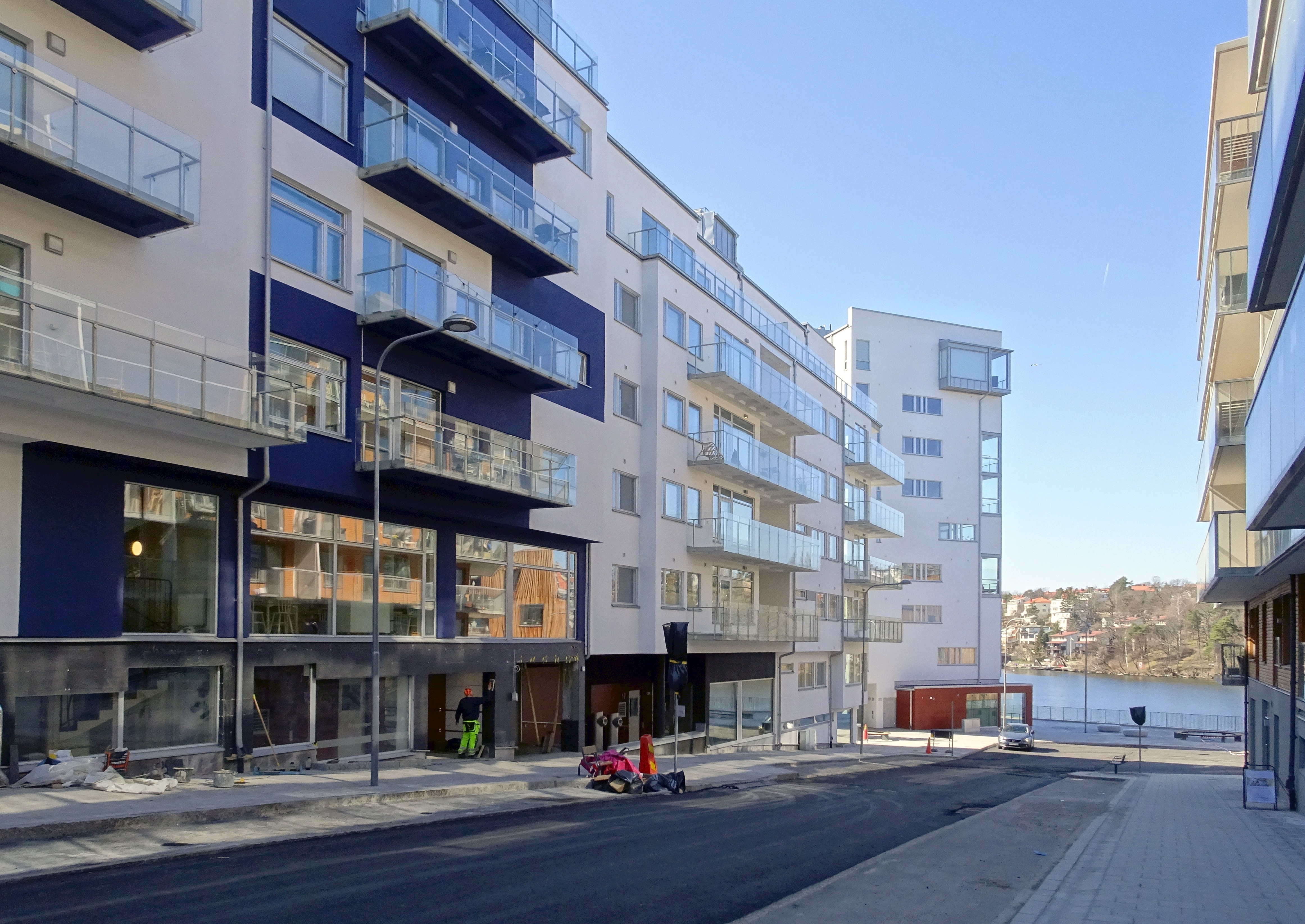
Bryggvägen med Paddeln 1 i fonden.
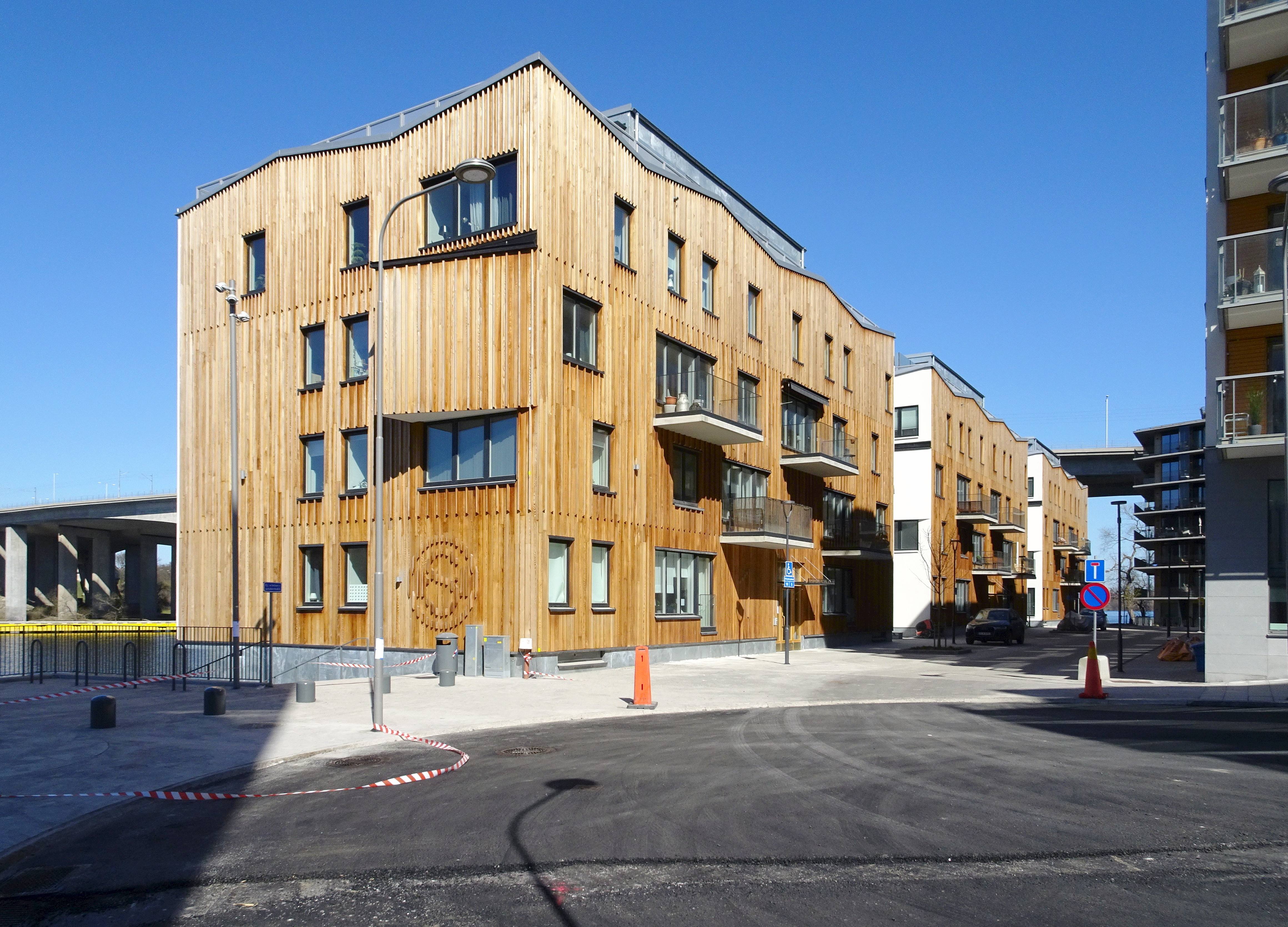
Storseglet 6 från landsidan.

### Balneum

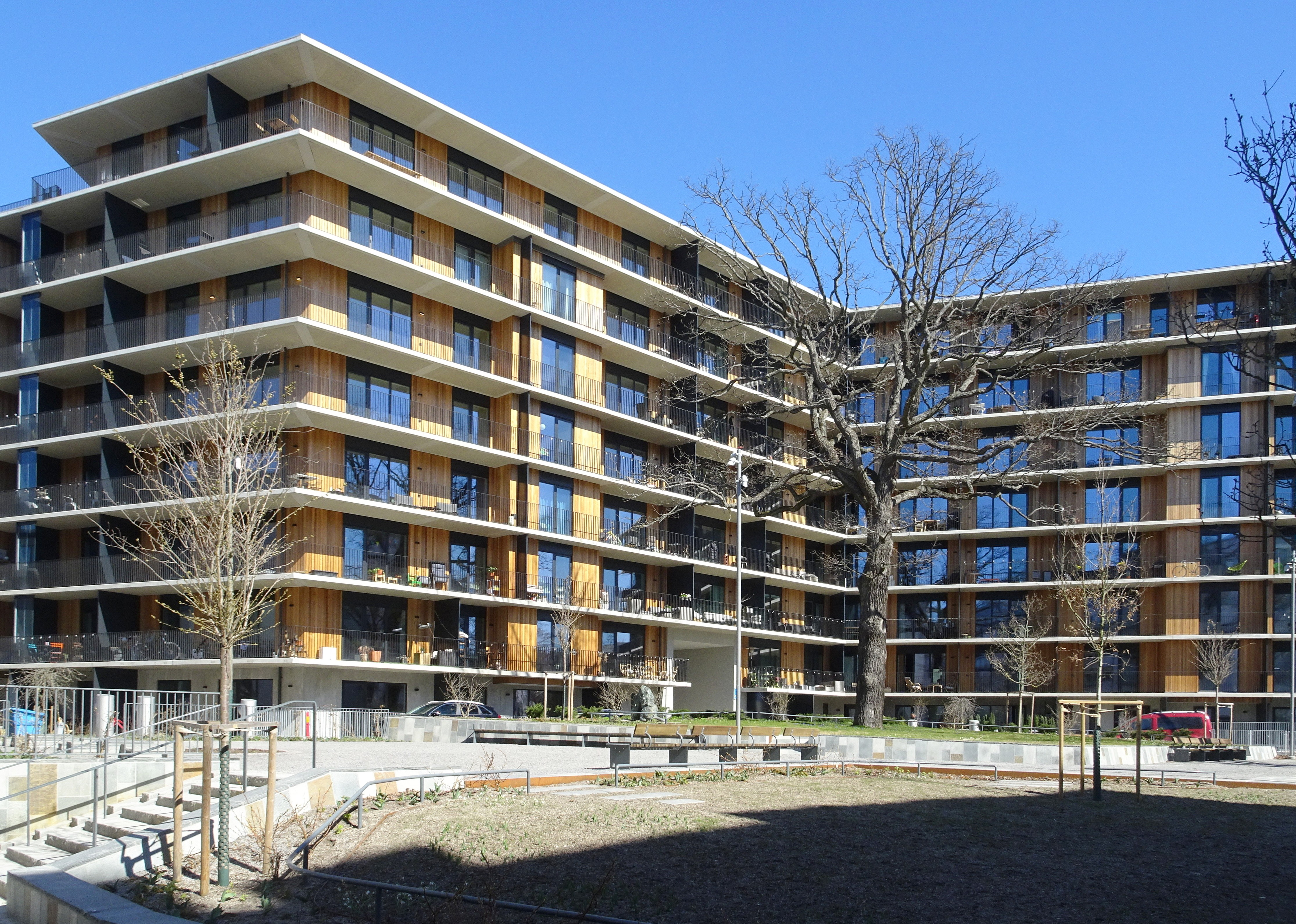
Bostadskomplexet "Balneum".

Största bostadskomplexet är fastigheten Storseglet 5 och kallas Balenum, vilket betyder "badhus" på latin. Byggherre var Genova Property Group, som anlitade Arkipol (genom Andreas Martin–Löv Arkitekter AB) för arkitektuppdraget. Byggnaden nominerades till Årets Stockholmsbyggnad 2020. Juryns kommentar löd:
| ” | En modig byggnad som möter olika förutsättningar från två sidor och med olika skalor. Betong möts av betong och vatten möts av trä. Ett tydligt gestaltningsgrepp på en väldigt utmanande plats. Med stort självförtroende har byggnaden fått sin karaktär genom ett konsekvent och fint utförande med en sammanhållen material- och färgpalett. | „ |